# Bretignolles
Bretignolles és un municipi francès situat al departament de Deux-Sèvres i a la regió de la Nova Aquitània. L'any 2007 tenia 629 habitants.

## Demografia

### Població
El 2007 la població de fet de Bretignolles era de 629 persones. Hi havia 229 famílies de les quals 48 eren unipersonals (24 homes vivint sols i 24 dones vivint soles), 68 parelles sense fills, 97 parelles amb fills i 16 famílies monoparentals amb fills.
La població ha evolucionat segons el següent gràfic:
Habitants censats

### Habitatges
El 2007 hi havia 250 habitatges, 227 eren l'habitatge principal de la família, 8 eren segones residències i 15 estaven desocupats. 245 eren cases i 5 eren apartaments. Dels 227 habitatges principals, 176 estaven ocupats pels seus propietaris, 49 estaven llogats i ocupats pels llogaters i 1 estava cedit a títol gratuït; 1 tenia dues cambres, 26 en tenien tres, 58 en tenien quatre i 141 en tenien cinc o més. 202 habitatges disposaven pel capbaix d'una plaça de pàrquing. A 76 habitatges hi havia un automòbil i a 137 n'hi havia dos o més.

### Piràmide de població
La piràmide de població per edats i sexe el 2009 era:
| Homes | Edats   | Dones |
| ----- | ------- | ----- |
| 0     | 95 o +  | 0     |
| 4     | 90 a 94 | 0     |
| 0     | 85 a 89 | 4     |
| 8     | 80 a 84 | 0     |
| 8     | 75 a 79 | 16    |
| 20    | 70 a 74 | 12    |
| 12    | 65 a 69 | 20    |
| 4     | 60 a 64 | 4     |
| 8     | 55 a 59 | 4     |
| 8     | 50 a 54 | 12    |
| 24    | 45 a 49 | 20    |
| 24    | 40 a 44 | 16    |
| 24    | 35 a 39 | 20    |
| 32    | 30 a 34 | 20    |
| 36    | 25 a 29 | 28    |
| 12    | 20 a 24 | 20    |
| 16    | 15 a 19 | 16    |
| 16    | 10 a 14 | 20    |
| 28    | 5 a 9   | 24    |
| 32    | 0 a 4   | 20    |

## Economia
El 2007 la població en edat de treballar era de 389 persones, 305 eren actives i 84 eren inactives. De les 305 persones actives 275 estaven ocupades (165 homes i 110 dones) i 30 estaven aturades (8 homes i 22 dones). De les 84 persones inactives 26 estaven jubilades, 28 estaven estudiant i 30 estaven classificades com a «altres inactius».

### Ingressos
El 2009 a Bretignolles hi havia 230 unitats fiscals que integraven 627 persones, la mediana anual d'ingressos fiscals per persona era de 15.607 €.

### Activitats econòmiques
Dels 11 establiments que hi havia el 2007, 1 era d'una empresa de fabricació d'altres productes industrials, 2 d'empreses de construcció, 2 d'empreses de comerç i reparació d'automòbils, 1 d'una empresa de transport, 1 d'una empresa financera, 3 d'empreses de serveis i 1 d'una empresa classificada com a «altres activitats de serveis».
Dels 3 establiments de servei als particulars que hi havia el 2009, 2 eren fusteries i 1 perruqueria.
L'únic establiment comercial que hi havia el 2009 era una botiga de menys de 120 m².
L'any 2000 a Bretignolles hi havia 28 explotacions agrícoles que ocupaven un total de 1.007 hectàrees.

## Equipaments sanitaris i escolars
El 2009 hi havia 1 escola maternal i 2 escoles elementals.

## Poblacions més properes
El següent diagrama mostra les poblacions més properes.